# Histoire de la presse économique et financière en France
L’Histoire de la presse économique et financière en France est marquée depuis deux siècles par un turn-over important d'une partie des titres et la grande stabilité des autres.

## Histoire
Les années 1830, voient l'éclosion de nombreux titres économiques à diffusion confidentielle, profitant de la nouvelle liberté de la presse. Elles sont marquées par les progrès technologiques dans le chemin de fer et la création des premières revues dans ce domaine, la Gazette des chemins de fer et Le Journal des chemins de fer. Ces deux vagues de publications ont favorisé les débuts de la presse économique et financière en France.
Sous le Second Empire, la liberté de la presse recule et des groupes industriels occupent le terrain en lançant successivement La Semaine financière, Le Journal des Finances et Le Journal des actionnaires. 
Ensuite, la presse économique profite de la loi du 24 juillet 1867 sur les sociétés commerciales, qui rend obligatoire la publication de comptes annuels et la nomination de commissaires aux comptes.
Les quotidiens Cote Desfossés et L’Information s'imposent au tournant du siècle. Après la Libération, c'est la famille Servan-Schreiber qui va dominer la scène, après avoir créé Les Échos, puis son supplément L'Express, et enfin L'Expansion. À partir de 1982, cette presse bénéficie de l'engouement des Français pour la Bourse et pour l'information économique, ce qui explique la création du quotidien La Tribune en 1985. Les privatisations de 1987-1988 favorisent le développement d'une presse financière prospère, ensuite décimée par la longue crise économique qui suit la réunification allemande de 1989 et les crises monétaires au sein du Système monétaire européen.
Jusqu'en 1992, la France compte quatre quotidiens économiques. Le plus ancien, la Cote Desfossés, est porté par le succès de sa filiale Victoire Télématique, qu'il revendra en 2001, l'année où son édition papier obtient une diffusion payée dépassant 100 000 exemplaires, grâce à la fusion de 1992 avec La Tribune. L'ensemble disparaît en 2012 sous sa forme papier, comme l'avait fait en 2006 le quotidien L'Agefi, datant de 1908.
Fragilisés par la montée de leurs concurrents Capital et Challenges, les deux plus anciens magazines économiques français, L'Expansion et Le Nouvel Économiste se retrouvent en difficulté au début des années 2010. Un mouvement semblable a eu lieu dans la presse financière : La Vie française a fait faillite en 2008 et Le Journal des finances en 2010, année qui l'a vu absorbé par son rival Investir.

## Chronologie
- 1824 : premier numéro du Cours de la Bourse et de la Banque, simple feuille recto-verso
- 1832 : création de la Gazette des chemins de fer, domiciliée au 31 place de la Bourse, à Paris.
- 1835 : fondation de l'Agence Havas par Charles Louis Havas
- décembre 1841 : fondation de la revue mensuelle le Journal des économistes[3], dirigée par Jean-Gustave Courcelle-Seneuil
- 1842 : création du titre Le Journal des chemins de fer
- 1847 : l'expansion du chemin de fer stoppée momentanément par le krach de 1847
- octobre 1848 : les banquiers bordelais Jules Mires et Moïse Millaud, achètent Le Journal des chemins de fer[4] pour mille francs.
- 1851 : fondation de l'Agence Reuters, qui se spécialise au départ dans l’économie
- 1854 : Eugène Forcade (1820-1869), lié aux Rothschild, créé La Semaine financière.
- mai 1856 : Moïse Polydore Millaud, déjà propriétaire du journal Le Crédit et de la publication Le Dock, la transforme en Journal des actionnaires.
- 1862 : l'hebdomadaire L'Économiste français fondé par Jules Duval (1813)-1870)
- 1867 : la loi du 24 juillet 1867 sur les sociétés commerciales rend obligatoire la publication de comptes annuels[1].
- 1867 : Le Journal des Finances, fondé par Auguste Vitu, proche de Napoléon III, avec une cote de la bourse comprenant 300 valeurs[5].
- 1868 : La Cote libre de la Bourse de Bruxelles fondée par Armand Mandel
- juillet 1870 : la « dépêche d'Ems » de Bismarck et l’Agence Continentale, déclenche des troubles à La petite Bourse et la guerre de 1870
- 1873 : la crise bancaire de mai 1873, appelée « krach de Vienne », déclenche la Grande dépression (1873-1896)
- 1874 : l'Agence Fournier est fondée par Georges Fournier[6], un ex-directeur de l'Agence Mac Lean[7]
- 1879: entrée en Bourse de l'Agence Havas
- 1880 : 4 millions de français au « Grand livre » de la dette publique (50 % du PIB), doublée par l'indemnité de guerre de 1870, contre 1,5 million avant[8].
- janvier 1882 : « krach de l'Union générale », en défaut de paiement, qui disparaît
- 1885 : Affaire du Tonkin, en Indochine, une dépêche erronée d'Havas fait chuter la Bourse de Paris et le gouvernement de Jules Ferry[9]
- 4 février 1889 : Scandale de Panama[10], la Compagnie mise en liquidation, provoquant la ruine de 85 000 souscripteurs
- 1890 : M.H de Saint-Albin créé Le Pour et le Contre, au 178 rue Montmartre à Paris
- 1889 : Arthur Raffalovitch, rédacteur au Journal des débats achète le château de l'Ermitage, où il donne de nombreuses réceptions fastueuses.
- 1891 : la faillite de la SDCC[10] fait suite à celle du comptoir national d'escompte de Paris en 1889[11], les banques se méfient des marchés
- 1891 : fondation à Charleville de l'Usine, du Syndicat des industriels métallurgiques ardennais[12], ancêtre de L'Usine nouvelle.
- mai 1893 : nouvelle formule de La Revue sud-africaine, publiant le rapport Hamilton Smith sur les mines d'or, sorti en janvier dans le Times de Londres.
- décembre 1894 : la Robinson Deep Mine, conseillée par Hamilton Smith, a doublé de valeur en trois mois.
- janvier 1895 : Jacques de Gunzbourg et La Revue sud-africaine obtiennent la cotation à Paris d'autres mines d'or
- 1895 : création de la CFMAS et de la BFAS
- 1898 : création du quotidien économique L’Information par Léon Chavenon.
- 1899 : décès de Victor Antoine Desfossés, patron du quotidien surnommé Cote Desfossés
- 1903 : lancement par L’Information d’un hebdomadaire et d’une agence de presse.
- 1903 : lancement par Louis Dubois de l’hebdomadaire Le Moniteur des travaux publics et du bâtiment
- 1903 : Armand Mayer succède, à la tête de l'Agence Fournier, à Georges Fournier, décédé.
- 1904 : l'Agence Havas intente un procès à l'Agence Fournier, en l'accusant de piller ses dépêches.
- 1905 : L’Usine rachetée par son directeur depuis 1901, Camille Didier, qui ouvre un bureau à Paris pour lui donner une diffusion nationale.
- 1906 : à 21 ans, Robert Bollack débute dans le journalisme à l'Agence Fournier,
- 1908 : lancement par les frères Robert et Émile Servan-Schreiber du mensuel de communication Les Échos de l’Exportation.
- 1911 : création par Robert Bollack[13] du quotidien « l'Agence Economique et Financière », plus tard rebaptisée L'Agefi (France).
- 1919 Charles-André Grisoni, député radical, membre du comité rédactionnel du Poilu républicain devient président de l'Agence Fournier.
- 1928 : Les Échos devient un quotidien, sous son nom actuel.
- début des années 1930 : Robert Bollack (1885-1956) prend 30 % de l'Agence Fournier.
- 1931 : publication de L'Abominable Vénalité de la presse, 450 pages de lettres d'Arthur Raffalovitch, d'après les archives russes 1897-1917.
- 1934 : Les Échos quittent le 4 rue Martel pour gagner l'Avenue des Champs Elysées.
- 1945 : après une interruption de la parution, Les Échos prennent temporairement la forme d'un bi-hebdomadaire de quelques pages.
- 1945 : création par des résistants du quotidien Liaisons sociales
- 5 mai 1945 : La Vie française est créée. En 1951, elle absorbe La Semaine économique, politique et financière[14],[15].
- 1949 : André Bassinet devient patron de la Cote Desfossés
- 1950 : une édition quotidienne suisse de L'Agefi est baptisée L'Agefi.
- 1950 : Robert Bollack relance L’Information, qu'il confie à son frère.
- 1953 : Jean-Jacques Servan-Schreiber créé un supplément au quotidien Les Échos, l'Express, qui deviendra indépendant
- 1961 : création du marché unique de la bourse, intégrant les coulissiers
- 1963 : Jean-Jacques Servan-Schreiber vend Les Échos à Pierre et Jacqueline Beytout
- 1964 : Reuters lance le Stockmaster, service boursier en temps réel, et perce aux États-Unis
- 1966 : Raymond Bourgine créé Valeurs actuelles, reprenant le contenu de la revue d'information boursière Finances
- 1967 : fondation du bimensuel L’Expansion par Jean-Jacques Servan-Schreiber.
- 1967 : le quotidien L’Information est racheté par Raymond Bourgine
- mai 1968 : Le Revenu, mensuel, est créé par Robert Monteux[16].
- octobre 1973 : Hachette revend La Vie française[17].
- 1974 : création d’Investir par une partie de l'équipe de La Vie française menée par François Morel.
- 1975 : fusion entre les deux hebdomadaires leaders, L'Opinion économique et financière[18] et La Vie française[19].
- 1975 : création de l’hebdomadaire Le Nouvel Économiste
- 1979 : création de Mieux vivre votre argent par Jean-Antoine Bouchez[20].
- 1979 : La Vie française est rachetée par Bruno Bertez avec l’aide de son ami banquier Jean-Pierre Peyraud et d’un autre journaliste, Noël Mettey[21].
- novembre 1980 : Alternatives économiques fondée par Denis Clerc en réaction au slogan « There is no alternative » de Margaret Thatcher[22].
- 1982 : Patrick Fauconnier fonde Challenges, magazine hebdomadaire économique paraissant le jeudi, racheté ensuite par Claude Perdriel.
- mars 1983 : dernière[23] des 17 dévaluations du franc[24] et début d'une période d'euphorie boursière.
- janvier 1984 : Bruno Bertez rachète à Michelin, Peugeot, et plusieurs groupes récemment nationalisés le quotidien L'Agefi (France).
- janvier 1985 : Bruno Bertez fonde La Tribune. Deux éditions : La Tribune de L'Économie le matin, La Tribune de La Bourse le soir.
- fin 1985 : La Tribune de La Bourse arrêtée, seule reste La Tribune de l’économie.
- 23 janvier 1987 : la privatisation de Paribas rapporte 12,8 milliards de francs, ce sera 14,9 milliards pour Suez le 17 octobre.
- mars 1987 : Bruno Bertez revend La Tribune au Groupe Expansion de Jean-Louis Servan-Schreiber
- janvier 1988 : Jacqueline Beytout revend Les Échos au groupe Pearson, propriétaire du Financial Times.
- 1988 : Groupe Expansion lance le magazine Haute Finance.
- janvier 1989 : La Cote Desfossés achetée par Georges Ghosn[25],[26], pour 267 millions de francs[27].
- 1989 : l'indice Nikkei 225 frôle les 40 000 points lors de plus grande bulle de l'Histoire des bourses de valeurs
- 1989 : l'hebdomadaire Business Bourse revendique 120 000 exemplaires puis fait faillite[28]
- avril 1990 : nouvelle formule de L'Agefi, avec des embauches.
- 1991 : Virage de l'AFP, qui créé AFX News, coentreprise avec Extel, dont le Financial Times devient actionnaire en 1993
- 1991 : Georges Ghosn filialise Victoire Télématique, qui génère la moitié des 26 millions de francs de bénéfice de la Cote Desfossés
- 1991 : lancement du mensuel Capital par Prisma Presse
- juin 1991 : Georges Ghosn rachète L'Agefi en échange de 15 % du capital de son groupe.
- juin 1992 : Georges Ghosn rachète à crédit La Tribune, sans son immeuble, pour 70 millions de francs[29].
- août 1993 : les activités en Suisse de L'Agefi (quotidien et mensuel) sont cédées.
- août 1993 : LVMH rachète 51 % de La Tribune[30] pour 70 millions de francs.
- novembre 1993 : LVMH rachète l'hebdomadaire Investir pour 185 millions de francs[31].
- décembre 1993 : Le Revenu créé un hebdomadaire boursier, concurrent d'Investir
- novembre 1993 : la CEP, filiale à 39,6 % d'Havas[31], achète le Groupe Expansion, endetté de 300 millions de francs[31].
- février 1995 : Le Revenu hebdo affiche 195 000 exemplaires, numéro 3 derrière Capital et Mieux vivre votre argent (204 833 exemplaires)[32].
- 1996 : Nicolas Beytout devient directeur de la rédaction des Échos
- 1996 : La Tribune Desfossés devient La Tribune, avec un cahier « Marchés » couleur saumon
- 1996 : Georges Ghosn, associé à Claude Solarz, reprend Le Nouvel Économiste pour un euro
- 1997 : AFX News emploie déjà 35 journalistes dans 13 villes d'Asie
- 1997 : L'Agefi, perdant près de la moitié de son chiffre d'affaires, est cédé à Finintel, holding de Philippe Micouleau.
- 1998 : création de l'Agence Education et Formation
- 1999 : La Vie française rebaptisée La Vie financière
- 1999 : directeur du Figaro venu des Échos, Jean de Belot, est nommé directeur de la rédaction du Figaro.
- 2000 : L'Agefi et la totalité de Finintel rachetés par Artémis, holding de François Pinault
- 2001 : avec 100 000 exemplaires par jour, la diffusion payée de La Tribune au plus haut de son histoire
- 2001 : LVMH vend Victoire Télématique à Jet Multimédia pour 45 millions d'euros
- 2002 : à la suite du Krach boursier, AFX News perd 12 millions d'euros, générant une crise à l'AFP
- 2003 : nouveau format, couleur saumon, du Nouvel Économiste
- mars 2005 : La Vie financière rachetée au groupe Express-Expansion par la société d’investissement Prado Finance[33].
- 2006 : l'AFP vend AFX News à Thomson Financial pour 16 millions d'euros
- 2006 : L'Agefi cesse sa diffusion papier quotidienne
- 2006 : La Tribune (France) perd 12 millions d'euros, prévoit d'en perdre 14,7 en 2007[34].
- 2007 : LVMH vend La Tribune et rachète Les Échos, où une Société de journalistes regroupant la quasi-totalité des 223 journalistes se forme[34].
- 2008 : pire année boursière de l'Histoire des bourses de valeurs
- 2008 : dépôt de bilan de La Vie financière, qui a perdu plus de 3 millions d’euros en une année
- 2008 : directive européenne « MIF »[35] sur les publicités pour sicav et fonds communs, qui pèsent 23 %[36] de la publicité financière[37]
- 2010 : Le Journal des Finances est vendu par Serge Dassault à Bernard Arnault, propriétaire de son concurrent Investir
- 2011 : Le Journal des Finances est absorbé par Investir, devenant Investir-Le Journal des Finances
- 2012 : La Tribune devient hebdomadaire, fin de son histoire en tant que quotidien